# بالون آرزو

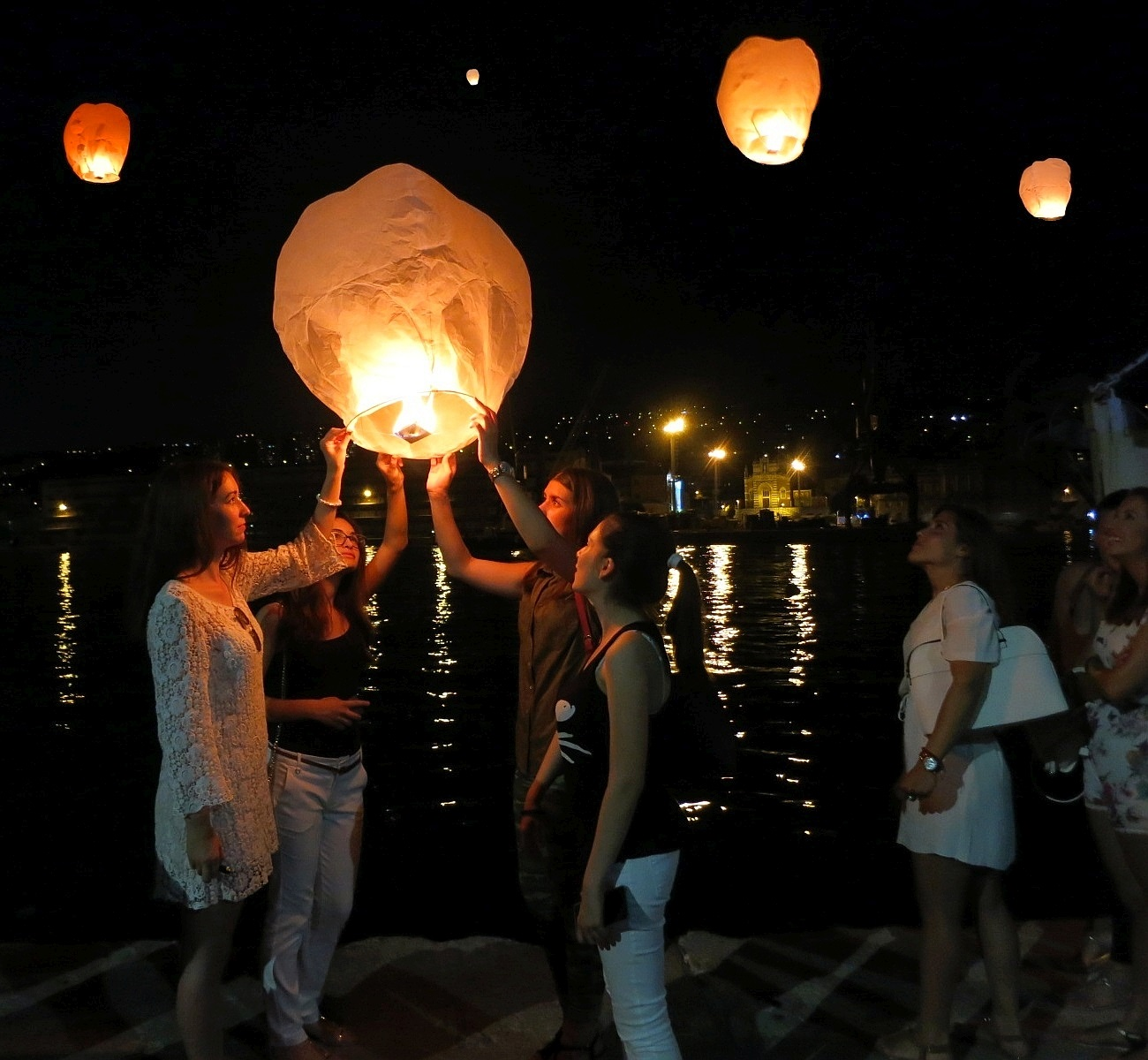

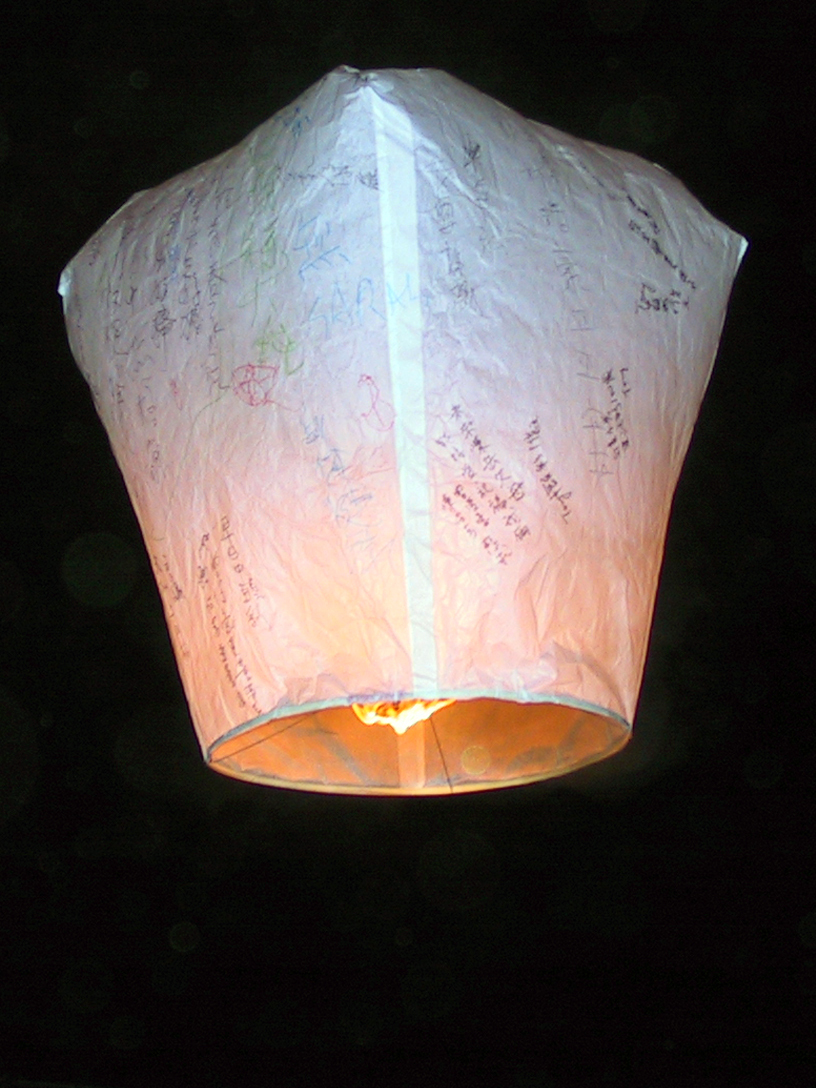

بالن آرزو یا فانوس آسمان (انگلیسی: Sky lantern) یک نوع بالن هوای گرم کاغذی است که با شعله‌ای که در دهانه‌اش روشن می‌شود از هوای گرم پر شده و بالا می‌رود.
این بالن‌ها به سنت آسیای شرقی تعلق دارند و قرن‌هاست که در مراسم و جشنهای سراسر دنیا به آسمان فرستاده می‌شوند.